# Мэтьюз (Северная Каролина)
Мэтьюз (англ. Matthews) — город в штате Северная Каролина, США.

## Демография
По переписи 2010 года численность населения составляла 27198 человек, что на 5071 человек (22,9 %) больше, чем в 2000 году.
| Группа                              | 2000            | 2010            |
| Белые американцы                    | 19 625 (88,7 %) | 21 344 (78,5 %) |
| Афроамериканцы                      | 1181 (5,3 %)    | 2609 (9,6 %)    |
| Американцы азиатского происхождения | 523 (2,4 %)     | 1155 (4,2 %)    |
| Латиноамериканцы США                | 553 (2,5 %)     | 1579 (5,8 %)    |
| всего                               | 22 127 (100 %)  | 27 198 (100 %)  |